# 岭东日报

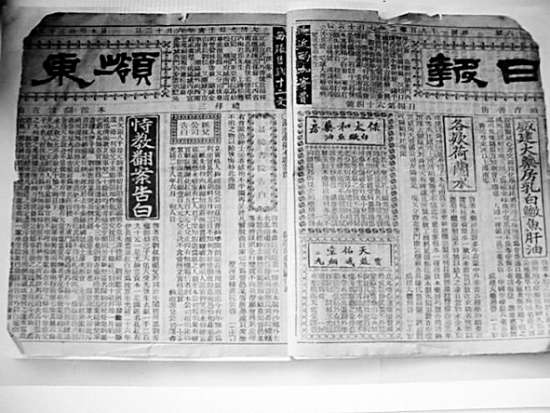
嶺東日報

《岭东日报》于1902年5月5日在汕头创刊。1872年广州出版的《羊城采新实录》是内地出版的第一家近代化报纸，而《岭东日报》则是汕头第一家地方报纸，是20世纪初广东东部地区最早创办和最重要的报纸之一，开创了汕头“报纸之滥觞”。《岭东日报》办报的宗旨是“主持公论，开通风气”。

## 背景
- 侵略者的入侵与清政府腐败无能，面对国家生死存亡，为寻求兴邦之路，汕头一些有识之士或办新学，或办报馆，目的都在于开启民智、传播民主思想。在此前提下，1899年，教育家丘逢甲与温仲和、何士果、温廷敬等师友“以欧西新法教育青年，以革命维新鼓励士气”就在汕头创办岭东同文学堂。1902年，素有“潮汕报坛盟主”之称的吴子寿（讳观葆，潮阳人）和好友曾杏村（字恒存，汕头人）等人凭借着毗邻香港、广州等地，海上交通便利的优势以采集广州、香港、上海等地报纸，在汕头埠育善街开设汕头第一家阅报所——岭东阅报所，供民众浏览、借阅，很快就拥有一定数量的读者，备受欢迎。在汕的客家人杨源以及何士果、陈云秋、温廷敬等人，借鉴和参考国内外所办报刊的经验，在吴子寿的大力支持下，以“岭东阅报所”（吴子寿的房产）作社址，创办了汕头有史以来第一家地方报纸《岭东日报》。

## 创办
- 《岭东日报》创办人杨源，字季岳，嘉应州(今梅州市梅江区)人，清光绪二十四年（1898）考中进士，是嘉应州最后一名进士。他思想开放，公开宣传维新运动，主张民主宪政，敢于抨击官僚腐败，是一位主张变法维新的爱国人士。
- 《岭东日报》创办人何士果，字仁绪，讳寿朋，笔名双髻山人，籍貫大埔县湖寮双坑村，光绪年间的进士，是一名有远大抱负的学者。其父何如璋，是同治年间的进士，后来成为中国首任驻日本公使。1903年，何士果以家乡妇女为模型，撰写了《论大埔妇女之特色与其缺点》，发表于《岭东日报》上。1905年，何士果回乡，目睹家乡的落后，遂邀集乡贤创办宗族学堂“崧里何氏家族明德初等高等小学堂”，为家乡培养出不少优秀学子。
- 《岭东日报》创办人陈云秋积极出资。随后，他到新加坡参与创办“新加坡潮州公立端蒙学堂”，此为新加坡潮人自办学校的先声。同时，他又接办南洋华文报纸《总汇报》，与维新派中人朱子佩合，使报纸成为维新派的言论喉舌。
- 《岭东日报》笔政（主笔）温廷敬，字丹铭，笔名讷庵，祖籍大埔县百堠乡，生于福建省平和县，后长居于潮州府城。汕头开埠后，温丹铭举家迁于此。温廷敬与杨源是诗友，也是知友。杨源创办《岭东日报》，他担负笔政之职。他发表《报品》一文，提出报纸是“主持公论，开通风气”的工具，采编应以“悬为鉴戒之律”，至今仍具有借鉴之意义。

## 特点

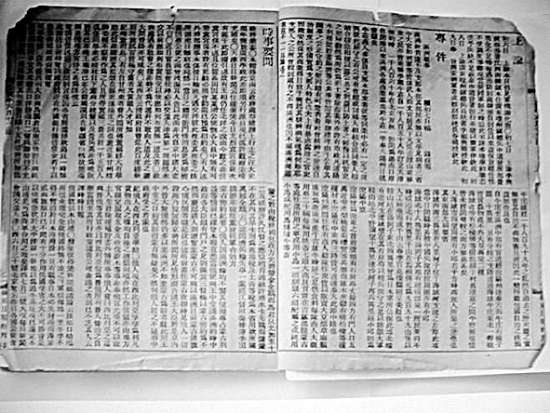
嶺東日報第八版

- 《岭东日报》创刊之初，每日出版报纸一大张，周六刊，周六无报。后来，篇幅扩充为每期八开四页，每页中留折缝，可摺订成十六开本的小册子，每份售价为制钱十二文。
- 《岭东日报》在八版中，除有一版尽是广告启事，余则登有论说、上谕、时事辑要（有时印为时事要闻）、传件、潮嘉新闻、本省新闻、京省新闻、外国新闻、辕报、牌示、杂文、诗歌等栏。《岭东日报》具有有地域特色，且新闻性强。

## 发行
- 清宣统三年（1911）八月，《岭东日报》因故停刊。1920年，吴子寿自筹资金，在顺昌街创办了《大岭东日报》，刊名加了一个“大”字，标明将继承《岭东日报》的办报宗旨，继续发扬光大。

## 意义
- 《岭东日报》（1902.5）的出版，比孙中山陈少白在香港创办的《中国日报》（1900年1月）晚不到2年，比1904年比革命党人在香港创办的《世界公益报》（1904年1月）、《广东日报》(1904年3月)和《有所谓报》(1905年6月)等早期报纸还早两到三年。应该说，《岭东日报》是这一时期在广东境内出现的最早的地方报纸之一。[2]